# Mas Paiàs
Mas Paiàs és una masia de Perafita (Lluçanès) inclosa a l'Inventari del Patrimoni Arquitectònic de Catalunya.

## Descripció
Construcció de planta rectangular i teulat a doble vessant. A la casa se li han anat afegint diverses construccions annexes o d'ampliació d'habitatge arribant a donar un edifici més complex. La part central de l'edifici té dos pisos i golfes. L'ordenació de la façana està feta a base de tres obertures equidistants a cada un dels pisos, la inferior de les quals està centrada per la porta amb llinda. Aquesta porta era anteriorment una porta amb dovelles i la llinda que hi ha actualment és de l'antiga construcció, del 1670. Allargant la casa pel cantó esquerre hi ha un cos de dos pisos de porxos.